# Dusty Hill
Joseph Michael Hill (født 19. maj 1949, død 27. juli 2021) kendt som Dusty Hill, var bassist og lejlighedsvis vokalist i blues rock-bandet ZZ Top. Ligesom Billy Gibbons var han kendt for ikke at blive set uden mørke solbriller og sit skæg, der gik ned til under brystet.
Sammen med sin bror Rocky Hill og det fremtidige ZZ Top-medlem Frank Beard spillede Dusty Hill med mange lokale bands fra Dallas. I 1968 flyttede Hill og Beard til Houston, hvor de sammen med guitaristen og vokalisten Billy Gibbons dannede ZZ Top i 1969.
Dusty Hill har medvirket i film og tv, bl.a. i Tilbage til fremtiden III, WWE Raw og Deadwood, og som sig selv i ellevte sæsonen af den animerede serien King of the Hill i episoden "Hank Gets Dusted".